# Чехословакия на летних Олимпийских играх 1980
Чехословакия принимала участие в летних Олимпийских играх 1980 года в Москве, СССР.

## Медалисты
| Ян Бергер            | Лубомир Поклуда    |
| Ростислав Вацлавичек | Либор Радимец      |
| Ладислав Визек       | Олдржих Ротт       |
| Франтишек Кунзо      | Зденек Рыгель      |
| Вернер Личка         | Йиндржих Свобода   |
| Йозеф Мазура         | Станислав Семан    |
| Людек Мацела         | Зденек Шрейнер     |
| Петр Немец           | Франтишек Штамбахр |
| Ярослав Нетоличка    |                    |

| Милада Блажкова   | Йиржина Кржижова  |
| Ленка Вымазалова  | Яна Лагодова      |
| Йиржина Гайкова   | Квета Петржичкова |
| Берта Груба       | Вера Подганёва    |
| Ида Губачкова     | Мария Сикорова    |
| Йиржина Кадлецова | Марта Урбанова    |
| Алена Киселицова  | Йиржина Чермакова |
| Ярмила Краличкова | Ивета Шранкова    |

## Результаты соревнований

### Академическая гребля
В следующий раунд из каждого заезда проходили несколько лучших экипажей (в зависимости от дисциплины). В финал A выходили 6 сильнейших экипажей, ещё 6 экипажей, выбывших в полуфинале, распределяли места в малом финале B
Мужчины
| Соревнование | Спортсмены                       | Предварительный заезд | Предварительный заезд | Предварительный заезд | Отборочный заезд | Отборочный заезд | Отборочный заезд | Полуфинал | Полуфинал | Полуфинал | Финал   | Финал   | Итоговое место |
| Соревнование | Спортсмены                       | Заезд                 | Время                 | Место                 | Заезд            | Время            | Место            | Заезд     | Время     | Место     | Время   | Место   | Итоговое место |
| ------------ | -------------------------------- | --------------------- | --------------------- | --------------------- | ---------------- | ---------------- | ---------------- | --------- | --------- | --------- | ------- | ------- | -------------- |
| одиночки     | Владек Лацина                    | 2                     | 7:53,24               | 3 Q                   | не участвовал    | не участвовал    | не участвовал    | 2         | 7:18,66   | 2 QA      | Финал A | Финал A | 4              |
| одиночки     | Владек Лацина                    | 2                     | 7:53,24               | 3 Q                   | не участвовал    | не участвовал    | не участвовал    | 2         | 7:18,66   | 2 QA      | 7:17,57 | 4       | 4              |
| двойки       | Мирослав Враштил Мирослав Кнапек | 2                     | 7:34,83               | 3 Q                   | не участвовали   | не участвовали   | не участвовали   | 2         | 6:56,70   | 3 QA      | Финал A | Финал A | 5              |
| двойки       | Мирослав Враштил Мирослав Кнапек | 2                     | 7:34,83               | 3 Q                   | не участвовали   | не участвовали   | не участвовали   | 2         | 6:56,70   | 3 QA      | 7:01,54 | 5       | 5              |